# بونس
بونس هو أول ألبوم بنوع سينغل لفرقة جاي جاي بروجكت من كوريا الجنوبية و يضم الألبوم 4 أغاني وقد صدر في 22 مايو 2012

## المعلومات و الإصدار
بعد تمثيلهم في دراما الحلم السامي 2 , أنتقلوا الآن لصناعة الموسيقى مع بونس و الألبوم يحتوي على 4 أغاني بما في ذلك Bounce و Hooked و Before This Song Ends و النسخة الموسيقية لأغنية بونس , أغنية بونس كتبت من قبل Park Jin Young و هي مزيج بين الهيب هوب و الروك و كذلك كتب أغنية Before This Song Ends وقد أشترك فيها Suzy من Miss A .

### الأداء
بدأت الفرقة أداء أغنية بونس في برنامج إم كاونت داون في 24 مايو 2012 ثم تبعه الأداء في Music Bank وشوو! أوماك جونشيم و غيره من البرامج .